# Deadhorse
Deadhorse är en bosättning i regionen North Slope i Alaska i USA. Orten ligger nära Norra Ishavet och består främst av faciliteter för de som arbetar vid de närbelägna oljefälten vid Prudhoe Bay. Dalton Highway har sin slutpunkt i Deadhorse, och är ortens enda vägförbindelse. I övrigt går det att ta sig med flyg till Deadhorse Airport. Det finns begränsade övernattningsmöjligheter för turister.
Faciliteterna i Deadhorse består oftast av förbyggda moduler som flyttats dit med lastbil eller flyg, och byggs på grusutfyllnad.
Turister som besöker Deadhorse och Prudhoe Bay reser oftast med buss från Fairbanks via Dalton Highway, och övernattar i Coldfoot. Under sommarmånaderna kan besökare via buss bada i Norra Ishavet och uppleva midnattssolen, då Deadhorse ligger norr om norra polcirkeln.